# Terdobbiate
Terdobbiate (piemontesisch Tardobià, lombardisch Tardubiàa) ist eine Gemeinde mit 449 Einwohnern (Stand 31. Dezember 2023) in der italienischen Provinz Novara (NO), Region Piemont.
Die Nachbargemeinden sind Cassolnovo (PV), Garbagna Novarese, Nibbiola, Sozzago, Tornaco und Vespolate. 

## Geographie
Der Ort liegt auf einer Höhe von 128 m über dem Meeresspiegel. Das Gemeindegebiet umfasst eine Fläche von acht km².